# Sophie Rohonyi
Sophie Rohonyi (ur. 7 maja 1987 w Braine-l’Alleud) – belgijska polityczka i prawniczka, parlamentarzystka, od 2024 przewodnicząca DéFI.

## Życiorys
Jej dziadkowie od strony ojca pod koniec lat 40. opuścili Węgry i osiedlili się w Belgii. Sophie Rohonyi w 2010 ukończyła studia prawnicze na Université Libre de Bruxelles. Kształciła się następnie na kursach językowych w Londynie. Pracowała jako prawniczka w organizacji pozarządowej Centre d’Action Laïque. Zaangażowała się w działalność polityczną w ramach partii DéFI. Była asystentką parlamentarną jej lidera Oliviera Maingaina. W 2018 została wybrana na radną miejscowości Sint-Genesius-Rode.
W 2019 uzyskała mandat posłanki do federalnej Izby Reprezentantów, który wykonywała do 2024. W 2023 stanęła na czele Belgijskiej Rady Kobiet Frankofońskich. W lipcu 2024 zastąpiła François De Smeta na funkcji przewodniczącego DéFI.